# Megathrips timidus
Megathrips timidus är en insektsart som beskrevs av Cott 1956. Megathrips timidus ingår i släktet Megathrips och familjen rörtripsar. Inga underarter finns listade i Catalogue of Life.